# Vu à la télé (téléfilm)
Pour les articles homonymes, voir Vu à la télé.
Vu à la télé est un téléfilm français réalisé par Daniel Losset en 2002.

## Synopsis
Sorti depuis peu de prison, Paul tente de refaire sa vie et de trouver un emploi, mais en vain. Un jour, il est sélectionné pour participer au jeu télévisé Questions pour un champion et fait la rencontre de Cécile, une charmante candidate qui exerce un métier de secrétaire. Sur le plateau, Paul et Cécile tombent amoureux l'un de l'autre. 

## Fiche technique
- Titre : Vu à la télé
- Réalisation : Daniel Losset
- Scénario : Charles Nemes
- Image : Dominique Brabant
- Musique : Stéphane Moucha
- Montage : Hugues Orduna
- Sociétés de production : Murmures Productions, TV5 Monde
- Genre : Romance
- Durée : 90 minutes
- Date de diffusion : 24 septembre 2002 sur France 3

## Distribution
- Pascale Arbillot : Cécile
- Jean-Michel Noirey : Paul
- Jean-Michel Tinivelli : Jean-Pierre
- Stéphane Guillon : Maurice
- Frédéric Bouchet : Vincent
- Jackie Berroyer : Alain
- Maud Andrieux : Vanessa
- Joël Barc : le chef de cave
- Violaine Barret : la mère de Cécile
- Samuel Bonnafil : le père de Cécile
- Julien Lepers : lui-même
- Isabelle Leprince : Évelyne